# 燕巢系統交流道
燕巢系統交流道位於臺灣高雄市燕巢區與旗山區交界處，用於連結國道三號與國道十號，指標分別為國道三號383k、國道十號19k。
燕巢系統交流道由於是國道三號與高雄市區重要的交通要道之一，且距離佛光山非常近，每到連假時期都是熱門的塞車地點。
由南下方向行駛之車輛，經過與國道十號交會的燕巢系統交流道後，隨即為國道三號著名景點高屏溪斜張橋。
|  | 383 燕巢系統 |  | 旗山 高雄 |
|  | 19 燕巢系統  |  | 台南 屏東 |

## 簡述
燕巢系統交流道位於高雄市燕巢區與旗山區交界處，由於該地地形起伏劇烈、且國道三號接國道十號之交角甚小，加上附近有聚落及公墓等因素，故設置此交流道之空間極為狹小。
此出入口匝道除往來臺南市與高雄市之匝道為採用雙車道以外，其餘匝道與環道接皆採用單車道配置。交流道之環道最小半徑55公尺，內側加寬0.5公尺；匝道曲率半徑130公尺以上，最大縱坡約5.5%。大多數的匝道為採用路塹構造，惟跨越台22線及國道三號主線路段則採用高架橋方式構築。

## 外部連結
- 國道三號燕巢系統交流道示意圖 （页面存档备份，存于）（交通部高速公路局）
- 國道十號燕巢系統交流道示意圖 （页面存档备份，存于）（交通部高速公路局）